# Szczecinojeżaki
Szczecinojeżaki (Chaetomyinae) – podrodzina ssaków z rodziny ursonowatych (Erethizontidae).

## Zasięg występowania
Podrodzina obejmuje jeden żyjący współcześnie gatunek występujący we wschodniej Ameryce Południowej.

## Systematyka
Do podrodziny należy jeden występujący współcześnie rodzaj:
- Chaetomys J.E. Gray, 1843 – szczecinojeżak – jedynym przedstawicielem jest Chaetomys subspinosus (Olfers, 1818) – szczecinojeżak brazylijski

Opisano również rodzaj wymarły:
- Hypsosteiromys B. Patterson, 1958